# Носољин
Носољин је насеље у Србији у општини Рашка у Рашком округу. Према попису из 2022. било је 161 становника.

## Демографија
У насељу Носољин живи 211 пунолетних становника, а просечна старост становништва износи 40,6 година (38,8 код мушкараца и 42,4 код жена). У насељу има 82 домаћинства, а просечан број чланова по домаћинству је 3,17.
Ово насеље је у потпуности насељено Србима (према попису из 2002. године).
|  |

| Демографија | Демографија | Демографија |
| Година      | Становника  | Становника  |
| ----------- | ----------- | ----------- |
| 1948.       | 268         |             |
| 1953.       | 297         |             |
| 1961.       | 320         |             |
| 1971.       | 297         |             |
| 1981.       | 291         |             |
| 1991.       | 208         | 208         |
| 2002.       | 260         | 260         |

| Етнички састав према попису из 2002.‍ | Етнички састав према попису из 2002.‍ | Етнички састав према попису из 2002.‍ | Етнички састав према попису из 2002.‍ | Етнички састав према попису из 2002.‍ |
| ------------------------------------ | ------------------------------------ | ------------------------------------ | ------------------------------------ | ------------------------------------ |
|                                      |                                      |                                      |                                      |                                      |
| Срби                                 | Срби                                 |                                      | 260                                  | 100,0%                               |
| непознато                            | непознато                            |                                      | 0                                    | 0,0%                                 |

| Година пописа     | 1948. | 1953. | 1961. | 1971. | 1981. | 1991. | 2002. |
| ----------------- | ----- | ----- | ----- | ----- | ----- | ----- | ----- |
| Број домаћинстава | 55    | 57    | 63    | 69    | 77    | 63    | 82    |

| Број чланова      | 1  | 2  | 3  | 4  | 5  | 6 | 7 | 8 | 9 | 10 и више | Просек |
| ----------------- | -- | -- | -- | -- | -- | - | - | - | - | --------- | ------ |
| Број домаћинстава | 13 | 20 | 15 | 15 | 12 | 7 | 0 | 0 | 0 | 0         | 3,17   |

| Пол    | Укупно | Неожењен/Неудата | Ожењен/Удата | Удовац/Удовица | Разведен/Разведена | Непознато |
| ------ | ------ | ---------------- | ------------ | -------------- | ------------------ | --------- |
| Мушки  | 109    | 26               | 75           | 7              | 0                  | 1         |
| Женски | 115    | 19               | 74           | 22             | 0                  | 0         |
| УКУПНО | 224    | 45               | 149          | 29             | 0                  | 1         |

| Пол    | Укупно                    | Пољопривреда, лов и шумарство | Рибарство                            | Вађење руде и камена | Прерађивачка индустрија       |
| ------ | ------------------------- | ----------------------------- | ------------------------------------ | -------------------- | ----------------------------- |
| Мушки  | 50                        | 7                             | 0                                    | 0                    | 22                            |
| Женски | 19                        | 7                             | 0                                    | 0                    | 7                             |
| УКУПНО | 69                        | 14                            | 0                                    | 0                    | 29                            |
| Пол    | Производња и снабдевање   | Грађевинарство                | Трговина                             | Хотели и ресторани   | Саобраћај, складиштење и везе |
| Мушки  | 3                         | 2                             | 2                                    | 1                    | 4                             |
| Женски | 0                         | 1                             | 0                                    | 0                    | 2                             |
| УКУПНО | 3                         | 3                             | 2                                    | 1                    | 6                             |
| Пол    | Финансијско посредовање   | Некретнине                    | Државна управа и одбрана             | Образовање           | Здравствени и социјални рад   |
| Мушки  | 0                         | 0                             | 3                                    | 0                    | 0                             |
| Женски | 0                         | 0                             | 1                                    | 1                    | 0                             |
| УКУПНО | 0                         | 0                             | 4                                    | 1                    | 0                             |
| Пол    | Остале услужне активности | Приватна домаћинства          | Екстериторијалне организације и тела | Непознато            | Непознато                     |
| Мушки  | 2                         | 0                             | 0                                    | 4                    | 4                             |
| Женски | 0                         | 0                             | 0                                    | 0                    | 0                             |
| УКУПНО | 2                         | 0                             | 0                                    | 4                    | 4                             |